# Coleophora flavaginella
Coleophora flavaginella é uma espécie de mariposa do gênero Coleophora pertencente à família Coleophoridae.